# Porthidium ophryomegas
Porthidium ophryomegas är en ormart som beskrevs av Bocourt 1868. Porthidium ophryomegas ingår i släktet Porthidium och familjen huggormar. Inga underarter finns listade i Catalogue of Life.
Arten förekommer i Centralamerika från Guatemala till Costa Rica. Den lever i låglandet och i bergstrakter upp till 1400 meter över havet. Porthidium ophryomegas föredrar torra skogar och torra buskskogar med taggiga växter. I bergstrakter besöks ibland fuktiga skogar.
Denna orm är nattaktiv och den vistas främst på marken. Honor lägger inga ägg utan föder levande ungar.
Skogsavverkningar och bränder påverkar beståndet negativt. Allmänt är arten inte sällsynt. Den listas av IUCN som livskraftig (LC).